# Seznam babilonskih kraljev
Seznam babilonskih kraljev, vladarjev v sodobnem južnem in osrednjem Iraku, je sestavljen na osnovi tradicionalnih seznamov babilonskih kraljev in sodobnih arheoloških odkritij. Eden od najbolj znanih babilonskih vladarjev je bil Hamurabi, avtor slavnega kodeksa pravic in obveznosti, znanega kot Hamurabijev zakonik.

## Babilonski seznam kraljev
Babilonski seznam kraljev je zelo specifičen starodavni seznam domnevnih babilonskih kraljev, zapisan na več lokacijah in povezan s svojim predhodnikom, seznamom sumerskih kraljev. Na obeh seznamih so dinastije, ki so vladale istočasno, napačno in brez komentarja zapisane kot zaporedne.  
Obstajajo tri različice seznama. Seznam A vsebuje vse kralje od Prve babilonske dinastije do novoasirskega kralja Kandalanuja. Seznam B vsebuje samo prvi dve dinastiji. Seznam C vsebuje prvih sedem kraljev Druge isinske dinastije. Četrto različico je v grškem jeziku napisal Berosus, babilonski pisec iz helenističnega obdobja. Na njegovem seznamu so tudi vsi selevkidski kralji od Aleksandra Velikega do  Demetrija II. Nikatorja.

## Srednjabronasta doba

### Zgodnjeamoritskemestne države
| Kralji Larse           |                              |                                                                        |
| Ime                    | Vladal                       | Komentar                                                               |
| Naplanum               | okoli 1961 – 1940 pr. n. št. | Sodobnik Ibi-Suena III. Urskega.                                       |
| Emisum                 | okoli 1940 – 1912 pr. n. št. |                                                                        |
| Samium                 | okoli 1912 – 1877 pr. n. št. |                                                                        |
| Zabaja                 | okoli 1877 – 1868 pr. n. št. | Samiumov sin. Prvi kraljevi napis.                                     |
| Gungunum               | okoli 1868 – 1841 pr. n. št. | Gutski kralj, ki je dosegel neodvisnost od Lipit-Eštarja Isinskega.    |
| Abisare                | okoli 1841 – 1830 pr. n. št. |                                                                        |
| Sumuel                 | okoli 1830 – 1801 pr. n. št. |                                                                        |
| Nur-Adad               | okoli 1801 – 1785 pr. n. št. | Sodobnik Sumu-Ia-Ela Babilonskega.                                     |
| Sin-Idinam             | okoli 1785 – 1778 pr. n. št. | Sin Nur-Adada.                                                         |
| Sin-Eribam             | okoli 1778 – 1776 pr. n. št. |                                                                        |
| Sin-Ikišam             | okoli 1776 – 1771 pr. n. št. | Sin-Eribamov sin, sodobnik Zambije Isinskega.                          |
| Sili-Adad              | okoli 1771 – 1770 pr. n. št. |                                                                        |
| Varad-Sin              | okoli 1770 – 1758 pr. n. št. | Morda sovladar svojega očeta Kudur-Mabuka.                             |
| Rim-Sin I.             | okoli 1758 – 1699 pr. n. št. | Sodobnik Irdaneneja Uruškega. Porazil ga je Varad-Sinov brat Hamurabi. |
| Hamurabi Babilonski    | okoli 1699 – 1686 pr. n. št. | Uradno babilonski vladar. Hamurabijev zakonik.                         |
| Samsu-iluna Babilonski | okoli 1686 – 1678 pr. n. št. | Uradno babilonski vladar.                                              |
| Rim-Sin II.            | okoli 1678 – 1674 pr. n. št. | Ubit v uporu proti Babiloncem.                                         |

## Babilonsko cesarstvo

### Prva babilonska (Amoritska) dinastija
| Amoritska dinastija |                              | |
| Ime                 | Vladal                       | Komentar |
| Sumu-abum           | okoli 1830 – 1817 pr. n. št. | Amoritski poglavar, ustanovitelj neodvisne babilonske države, sodobnik Erišuma I. Asirskega.                                  |
| Sumu-la-El          | okoli 1817 – 1781 pr. n. št. | Sodobnik Ikunuma Asirskega.                                                                                                   |
| Sabium ali Sabum    | okoli 1781 – 1767 pr. n. št. | Sin Sumu-la-Ela. |
| Apil-sin            | okoli 1767 – 1749 pr. n. št. | Sabiumov sin. |
| Sin-Mubalit         | okoli 1748 – 1729 pr. n. št. | Sin Apil-sina. |
| Hamurabi            | okoli 1728 – 1686 pr. n. št. | Ustanovitelj Babilonskega cesarstva, sodobnik Zimri-Lima Marijskega, Sive-palar-hupaka Elamskega in Šamši-Adada I. Asirskega. |
| Samsu-iluna         | okoli 1686 – 1648 pr. n. št. | Hamurabijev sin. |
| Abi-ešuh            | okoli 1648 – 1620 pr. n. št. | Samsu-ilunov sin. |
| Ami-ditana          | okoli 1620 – 1583 pr. n. št. | Abi-ešuhov sin. |
| Ami-Saduka          | okoli 1582 – 1562 pr. n. št. | Ami-sadukova Venerina tablica.                                                                                                |
| Samsu-ditana        | okoli 1562 – 1531 pr. n. št. | Hetitski kralj Mursilis ga je po obleganju Babilona odstavil. Zadnji amoritski kralj.                                         |

### Zgodnjikasitskivladarji
Ti iranski vladarji niso vladali Babiloniji. Ne seznam so uvrščeni, ker se njihov seznam nadaljuje s kasnejšimi kasitskimi babilonskimi kralji.
| Zgodnji kasitski vladarji |            |                                                                                 |
| Ime                       | Vladal     | Komentar                                                                        |
| Gandaš                    | okoli 1730 |                                                                                 |
| Agum I.                   |            | Znan kot Maḫrû - prvi ali rabi – veliki.                                        |
| Kaštiljaš I.              |            | Po napisu Aguma II. Kakrima sin Aguma I.                                        |
| Abirataš                  |            | Sin Kaštiljaša I. Če je bil peti vladar, je bil na tem mestu Uši ali Ušiašumaj. |
| Urzigurumaš               |            | Potomec Abirataša. Alternativno branje imena: Tazigurumaš.                      |
| Harbašihu                 |            | Tell Muḥammed, nivo 3. Alternativno branje imena: Ḫarba-Šipak/Šihu              |
| Šiptaulzi                 |            | Tell Muḥammed, nivo 3. Alternativno branje imena: Tiptakzi.                     |

### Pomorska dinastija (Druga babilonska dinastija)
Dinastija dejansko ni vladala Babiloniji, temveč južnim delom nekdanje Sumerije. Na seznam je uvrščena zato, ker se tradicionalno šteje za Drugo babilonsko dinastijo. 
| Pomorska dinastija |                             |                                               |
| Ime                | Vladal                      | Komentar                                      |
| Ilum-ma-ili        | višek okoli 1732 pr. n. št. | Sodobnik Samsu-ilune in Abi-ešuha.            |
| Iti-ili-nibi       |                             |                                               |
| Damki-ilišu        |                             | Njegovo mestno obzidje je porušil Ami-Ditana. |
| Iškibal            |                             |                                               |
| Šušuši             |                             |                                               |
| Gulkišar           |                             |                                               |
| Mdišu-en           |                             | Sodobnik Likud-Šamaša Asirskega.              |
| Pešgaldarameš      |                             |                                               |
| Ajadaragalama      |                             | Nekaj časa morda vladal v Babiloniji.         |
| Akurduana          |                             |                                               |
| Melamkurkura       |                             |                                               |
| Ea-gamil           | višek okoli 1460 pr. n. št. | Odstavil ga je kasitski kralj Ulam Buriaš.    |

## Pozna bronasta doba

### Kasitska dinastija (Tretja babilonska dinastija)
| Kasitska dinastija        |                              |                                                                                      |
| Ime                       | Vladal                       | Komentar                                                                             |
| Agum II. ali Agum-Kakrime | okoli 1507 pr. n. št.        |                                                                                      |
| Burnaburiaš I.            |                              | Sporazum s Puzur-Ašurjem III. Asirskim.                                              |
| Kaštiljaš III.            |                              |                                                                                      |
| Ulamburjaš                |                              | Premagal Prvo pomorsko dinastijo.                                                    |
| Agum III.                 |                              |                                                                                      |
| Karaindaš                 |                              | Sodobnik faraona Amenofisa III.                                                      |
| Kadašman-Harbe I.         |                              |                                                                                      |
| Kurigalzu I.              | ? – 1375 pr. n. št.          |                                                                                      |
| Kadašman-Enlil I.         | okoli 1374 – 1360 pr. n. št. | Sodobnik faraona Amenofisa III. Amarnska pisma.                                      |
| Burnaburiaš II.           | okoli 1359 – 1333 pr. n. št. | Sodobnik Ehnatona in Ašur-Ubalita I.                                                 |
| Karahardaš                | okoli 1333 pr. n. št.        | Vnuk Ašur-Ubalita I.                                                                 |
| Nazi-Bugaš ali Šuzigaš    | okoli 1333 pr. n. št.        | Odstavi ga Ašur-Ubalit I.                                                            |
| Kurigalzu II.             | okoli 1332 – 1308 pr. n. št. | Sin Burnaburiaša II. V bitki pri Sukakiju se je spopadel z Enlil-Nirarijem Asirskim. |
| Nazi-Marutaš              | okoli 1307 – 1282 pr. n. št. | Sodobnik Adad-nirarija I. Asirskega.                                                 |
| Kadašman-Turgu            | okoli 1281 – 1264 pr. n. št. | Sodobnik Hatušilija III. Hetitskega.                                                 |
| Kadašman-Enlil II.        | okoli 1263 – 1255 pr. n. št. | Sodobnik Hatušilija III. Hetitskega.                                                 |
| Kudur-Enlil               | okoli 1254 – 1246 pr. n. št. |                                                                                      |
| Šagarakti-Šurjaš          | okoli 1245 – 1233 pr. n. št. | Sin Kudur-Enlila.                                                                    |
| Kaštiljaš IV.             | okoli 1232 – 1225 pr. n. št. | Odstavi ga Tukulti-Ninurta I. Asirski.                                               |

| Asirski guvernerji   |                              |                                                               |
| Ime                  | Vladal                       | Komentar                                                      |
| Enlil-nadin-šumi     | okoli 1224 pr. n. št.        | Guverner Tukulti-Ninurte I.                                   |
| Kadašman-Harbe II.   | okoli 1223 pr. n. št.        | Guverner Tukulti-Ninurte I.                                   |
| Adad-šuma-idina      | okoli 1222 – 1217 pr. n. št. | Guverner Tukulti-Ninurte I.                                   |
| Adad-šuma-usur       | okoli 1216 – 1187 pr. n. št. | Sodobnik Ašur-nirarija III. Asirskega.                        |
| Meli-šipak II.       | okoli 1186 – 1172 pr. n. št. |                                                               |
| Marduk-apla-idina I. | okoli 1171 – 1159 pr. n. št. |                                                               |
| Zababa-šuma-idina    | okoli 1158 pr. n. št.        |                                                               |
| Enlil-nadin-ahi      | okoli 1157 – 1155 pr. n. št. | Odstavil ga Šutruk-Nahunte Elamski. Konec Kasitske dinastije. |

## Železna doba

### Četrta babilonska dinastija (Isinska dinastija)
Ime dinastije BALA PA.ŠE je besedna igra izraza išinnu – steblo, pisano kot PA.ŠE, in je edino očitno sklicevanje na mesto Isin. Dinastija je zato znana tudi kot Isinska dinastija ali Isin II.
| Isinska dinastija  |                              |                                                                  |
| Ime                | Vladal                       | Komentar                                                         |
| Marduk-kabit-ahešu | okoli 1155 – 1140 pr. n. št. | Ustanovitelj prve domorodne mezopotamske dinastije v Babiloniji. |
| Iti-Marduk-balatu  | okoli 1140 – 1132 pr. n. št. |                                                                  |
| Ninurta-nadin-šumi | okoli 1132 – 1126 pr. n. št. |                                                                  |
| Nebukadnezar I.    | okoli 1126 – 1103 pr. n. št. | Sodobnik in tekmec Ašur-reš-išija Asirskega.                     |
| Enlil-nadin-apli   | okoli 1103 – 1100 pr. n. št. | Borba s Tiglat-Pileserjem I. Asirskim.                           |
| Marduk-nadin-ahe   | okoli 1100 – 1082 pr. n. št. | Borba s Tiglat-Pileserjem I. Asirskim.                           |
| Marduk-šapik-zeri  | okoli 1082 – 1069 pr. n. št. | Sprava z Ašur-bel-kalo Asirskim.                                 |
| Adad-apla-idina    | okoli 1069 – 1046 pr. n. št. | Poročen s hčerko Ašur-bel-kale Asirskega.                        |
| Marduk-ahe-eriba   | okoli 1046 pr. n. št.        |                                                                  |
| Marduk-zer-X       | okoli 1046 – 1033 pr. n. št. |                                                                  |
| Nabu-šum-libur     | okoli 1033 – 1025 pr. n. št. | Dinastija se konča z vdorom Aramejcev.                           |

### Peta babilonska dinastija
Peta babilonska dinastija je znana tudi kot Druga pomorska dinastija. Dokazi, da je bila kasitska, so zelo šibki.
| Peta babilonska dinastija |                              |                                                   |
| Ime                       | Vladal                       | Komentar                                          |
| Simba-šipak               | okoli 1025 – 1008 pr. n. št. | Uzurpator Ea-mukin-zeri ga je odstavil in umoril. |
| Ea-mukin-zeri             | okoli 1008 pr. n. št.        | Uzurpator.                                        |
| Kaššu-nadin-ahi           | okoli 1008 – 1004 pr. n. št. | Obdobje krize in lakote.                          |

### Šesta babilonska dinastija
Šesta babilonska dinastija je znana tudi kot Bit-Bazijska dinastija po pokrajini, iz katere je izviral vladajoči kasitski klan.
| Šesta babilonska dinastija |                             |                         |
| Ime                        | Vladal                      | Komentar                |
| Eluma-šakin-šumi           | okoli 1004 – 987 pr. n. št. | Ustanovitelj dinastije. |
| Ninurta-kuduri-usur I.     | okoli 987 – 985 pr. n. št.  |                         |
| Širikti-šukamuna           | okoli 985 pr. n. št.        |                         |

### Sedma babilonska dinastija (Elamska dinastija)
| Sedma babilonska dinastija |                            |                                             |
| Ime                        | Vladal                     | Komentar                                    |
| Mar-biti-apla-ušur         | okoli 985 – 979 pr. n. št. | Elamski kralj, ki so ga odstavili Aramejci. |

### Osma babilonska dinastija (Elamska dinastija)
| Osma babilonska dinastija |                            |                                 |
| Ime                       | Vladal                     | Komentar                        |
| Nabu-mukin-apli           | okoli 979 – 943 pr. n. št. | Domorodna babilonska dinastija. |

### Deveta babilonska dinastija (Dinastija E)
| Deveta babilonska dinastija                                                                              |                            | |
| Ime | Vladal                     | Komentar |
| Ninurta-kuduri-usur II.                                                                                  | okoli 943 pr. n. št.       | Nasledil očeta Nabu-mukin-aplija                                                                                        |
| Mar-biti-ahe-idina                                                                                       | okoli 943 – 920 pr. n. št. | Sodobnik Ašur-Dana II. Asirskega                                                                                        |
| Šamaš-mudamik                                                                                            | okoli 920 – 900 pr. n. št. | Izgubil ozemlje v korist Adad-nirarija II. Asirskega.                                                                   |
| Nabu-šuma-ukin I.                                                                                        | okoli 900 – 888 pr. n. št. | Pridobil ozemlje Adad-nirarija II. Asirskega.                                                                           |
| Nabu-apla-idina                                                                                          | okoli 888 – 850 pr. n. št. | |
| Marduk-zakir-šumi                                                                                        | okoli 855 – 819 pr. n. št. | Podrejen Šalmaneserju III. Asirskemu.                                                                                   |
| Marduk-balasu-ikbi                                                                                       | okoli 819 – 813 pr. n. št. | Podrejen Šalmaneserju III. Asirskemu.                                                                                   |
| Baba-aha-idina                                                                                           | okoli 855 – 819 pr. n. št. | Podrejen Adad-nirariju III. Asirskemu.                                                                                  |
| Pet kraljev                                                                                              | okoli 800 – 790 pr. n. št. | Podrejeni Adad-nirariju III.                                                                                            |
| Ninurta-apla-iks                                                                                         | okoli 855 – 819 pr. n. št. | Za nekaj časa osvobodil Babilonijo oo asirskega vpliva.                                                                 |
| Marduk-bel-zeri                                                                                          | okoli 790 – 780 pr. n. št. | |
| Marduk-apla-usur                                                                                         | okoli 780 – 769 pr. n. št. | Kaldejski uzurpator, podrejen Asiriji.                                                                                  |
| Eriba-Marduk                                                                                             | okoli 769 – 761 pr. n. št. | Kaldejski uzurpator, podrejen Asiriji.                                                                                  |
| Nabu-šuma-iškun                                                                                          | okoli 780 – 769 pr. n. št. | Kaldejski uzurpator, podrejen Asiriji.                                                                                  |
| Od tu dalje je Babilonska kronologija zanesljivo znana iz Ptolemajevega seznama kraljev in drugih virov. |                            | |
| Nabu-nasir (Nabonasar)                                                                                   | 748 – 734 pr. n. št.       | Strmoglavil kaldejske uzurpatorje in ponovno vzpostavil babilonsko oblast. Podjarmil da ga Tiglat-Pileser III. Asirski. |
| Nabu-nadin-zeri                                                                                          | 734 – 732 pr. n. št.       | |
| Nabu-suma-ukin II.                                                                                       | 732 pr. n. št.             | Vladal samo en mesec in dva dni.                                                                                        |
| Nabu-mukin-zeri                                                                                          | 732 – 729 pr. n. št.       | |

### Deseta babilonska dinastija (Asirci in Kaldejci)
| Deseta babilonska dinastija                                                                                  |                            | |
| Ime | Vladal                     | Komentar |
| Tiglat-Pileser III.                                                                                          | 729 – 727 pr. n. št.       | Asirski kralj                                                                                               |
| Šalmaneser V.                                                                                                | 727 – 722 pr. n. št.       | Asirski kralj.                                                                                              |
| Marduk-apla-iddina II.                                                                                       | 722 - 710 pr. n. št.       | Kaldejski kralj, svetopisemski Merodah-Baladan.                                                             |
| Šarrukin II. (Sargon II.)                                                                                    | 710 – 705 pr. n. št.       | Asirski kralj                                                                                               |
| Sin-ahhe-eriba (Sanherib)                                                                                    | 705 – 703 pr. n. št.       | Asirski kralj.                                                                                              |
| Marduk-zakir-šumi II.                                                                                        | 703 pr. n. št.             | Asirski vazal.                                                                                              |
| Marduk-apla-iddina II.                                                                                       | 703 pr. n. št.             | Kaldejski kralj, ki je po uporu spet zasedel babilonski prestol.                                            |
| Bel-ibni | 703 – 700 pr. n. št.       | Asirski vazal.                                                                                              |
| Ašur-nadin-šumi                                                                                              | 700 – 694 pr. n. št.       | Asirski kralj, Sanheribov sin.                                                                              |
| Nergal-ušezib                                                                                                | 694 – 693 pr. n. št.       | Babilonski plemič.                                                                                          |
| Mušezib-Marduk                                                                                               | 693 – 689 pr. n. št.       | Kaldejski vladar.                                                                                           |
| Nergal-ušezib                                                                                                | 694 – 693 pr. n. št.       | Kaldejski vladar, Ašur-nadin-šumijev morilec.                                                               |
| Sanherib Asirski let 689 pr. n. št. opustoši Babilon. Mesto obnovi Asarhadon Asirski v 670. letih pr. n. št. |                            | |
| Sin-ahhe-eriba (Sanherib)                                                                                    | 689 – 681 pr. n. št.       | Asirski kralj, ki je opustošil Babilon.                                                                     |
| Ašur-ahha-iddina (Asarhadon)                                                                                 | 681 – 669 pr. n. št.       | Asirski kralj, ki je obnovil Babilon.                                                                       |
| Šamaš-šum-ukin                                                                                               | 668 – 648 pr. n. št.       | Asirski kralj, Asarhadonov sin, ki se je uprl svojemu bratu Asurbanipalu in bil usmrčen.                    |
| Kandalanu | 648 – 627 pr. n. št.       | Asurbanipalov guverner, morda celo sam Asurbanipal. Od leta 631-627 pr. n. št. Ašur-etil-ilanijev guverner. |
| Sin-šumu-lišir                                                                                               | 626 pr. n. št.             | Asirski kralj, ki je vladal v Babilonu, druge dele Babilonije pa je izgubil.                                |
| Sin-šar-iškun                                                                                                | okoli 626 – 620 pr. n. št. | Asirski kralj, ki je v 620. letih pr. n. št. izgubil oblast v Babiloniji.                                   |

### Enajsta babilonska dinastija (Novobabilonska ali Kaldejska)
| Enajsta babilonska dinastija |                      | |
| Ime                          | Vladal               | Komentar |
| Nabopolasar                  | 626 – 605 pr. n. št. | Prevzel oblast v Babiloniji od Sinšariškuna Asirskega in leta 612 pr. n. št. izgnal Asirce iz Bbailonije. Sklenil zavezništvo s Kjaksarjem Medijskim in uničil Asirski imperij.Asirskega. |
| Nebukadnezar II.             | 605 – 562 pr. n. št. | Kaldejski kralj. Porazil Egipčane in Asirce pri Karkemišu. Povezan z Danijelom iz Biblije.                                                                                                |
| Amel-Marduk                  | 562 – 560 pr. n. št. | Osvobodil Joahina Judejskega po 37 letih ujetništva. |
| Nergal-šar-usur              | 560 – 556 pr. n. št. | Zet Nebukadnezarja II. Umoril Amel-Marduka. |
| Labaši-Marduk                | 556 pr. n. št.       | Sin Neriglisarja. Po ugotovitvi, da ni primeren za kralja, umorjen. |
| Nabonid                      | 556 – 539 pr. n. št. | Zadnji mezopotamski kralj Babilonije, po poreklu iz Harrana v Siriji. Oblast je pogosto prepustil sinu in sovladarju Belšazarju.                                                          |
| Belšazar                     | 556 – 539 pr. n. št. | Nabonidov sin in sovladar. |

## AhemenidskaBabilonija
Leta 539 pr. n. št. je Babilonijo osvojil perzijski kralj Kir Veliki. Njegov sin je bil kasneje uradno kronan za babilonskega kralja. Na seznamu so grška imena ahemenidskih perzijskih kraljev. 
| Ahemenidska dinastija |                      |                                                                                      |
| Ime                   | Vladal               | Komentar                                                                             |
| Kir II. Veliki        | 539 – 530 pr. n. št. | Osvojil Babilonijo in jo vključil v Perzijsko cesarstvo.                             |
| Kambiz II.            | 530 – 522 pr. n. št. | Sin Kira Velikega.                                                                   |
| Bardija               | 522 pr. n. št.       | Sin Kira Velikega ali morda uzurpator Gaumata. Vladal samo sedem mesecev.            |
| Darej I. Veliki       | 521 – 486 pr. n. št. | Zet Kira Velikega in sin Histaspa.                                                   |
| Kserks I. Veliki      | 485 – 465 pr. n. št. | Sin Dareja Velikega in vnuk Kira Velikega. Morda Ahasuer, omenjen v Esterini knjigi. |
| Artakserks I.         | 465 – 424 pr. n. št. | Sin Kserksa Velikega. Omenjen v Ezrovi in Nehemijevi knjigi.                         |
| Kserks II.            | 424 pr. n. št.       | Sin Artakserksa I. Vladal samo 45 dni.                                               |
| Sogdijan              | 424 – 423 pr. n. št. | Nezakonski polbrat in rival Kserksa II.                                              |
| Darej II.             | 423 – 405 pr. n. št. | Nezakonski polbrat in rival Kserksa II.                                              |
| Artakserks II.        | 404 – 359 pr. n. št. | Sin Dareja II. Omenja ga Ksenofont.                                                  |
| Artakserks III.       | 358 – 338 pr. n. št. | Sin Artakserksa II.                                                                  |
| Artakserks IV.        | 338 – 336 pr. n. št. | Sin Artakserksa III.                                                                 |
| Darej III.            | 336 – 330 pr. n. št. | Vnuk Dareja II.                                                                      |

## Makedonska Babilonija
| Makedonska dinastija   |                      |          |
| Ime                    | Vladal               | Komentar |
| Aleksander III. Veliki | 330 – 323 pr. n. št. |          |
| Filip III. Arhidej     | 323 - 317 pr. n. št. |          |
| Aleksander IV.         | 317 – 309 pr. n. št. |          |

## Selevkidska Babilonija
| Selevkidska dinastija |                                                          |          |
| Ime                   | Vladal                                                   | Komentar |
| Selevk I. Nikator     | satrap: 311 – 305 pr. n. št. kralj: 305 – 281 pr. n. št. |          |
| Antioh I. Soter       | sovladar: od 291 pr. n. št. kralj: 281 – 261 pr. n. št.  |          |
| Antioh II. Teos       | 261 – 246 pr. n. št.                                     |          |
| Selevk II. Kalinik    | 246 – 225 pr. n. št.                                     |          |
| Selevk II. Soter      | 225 – 223 pr. n. št.                                     |          |
| Antioh III. Veliki    | 223 – 187 pr. n. št.                                     |          |
| Selevk IV. Filopator  | 187 – 175 pr. n. št.                                     |          |
| Antioh IV. Epifan     | 175 – 164 pr. n. št.                                     |          |
| Antioh V. Eupator     | 164 – 162 pr. n. št.                                     |          |
| Demetrij I. Soter     | 161 – 150 pr. n. št.                                     |          |
| Aleksander III. Balas | 150 – 145 pr. n. št.                                     |          |
| Demetrij II. Nikator  | prvič 145 – 141 pr. n. št.                               |          |
| Antioh VI. Dioniz     | z Demetrijem II.: 145 – 142 pr. n. št.                   |          |